# マライ軍政監部
マライ軍政監部（マライぐんせいかんぶ、馬来軍政監部）は、1943年4月に創設され、日本軍占領下のマラヤで軍政を所管した日本軍の組織。この記事では、同組織の前身となった第25軍軍政部および第25軍（富集団）軍政監部についても述べる。

## 沿革

### 第25軍軍政部
日本軍（第25軍）は、1941年11月の編成当初から軍政部を組織しており、同軍の馬奈木敬信参謀副長が軍政部長を兼任していた。1941年12月の太平洋戦争開戦後、第25軍軍政部は、マレー作戦により占領したマラヤ各州に暫定的に軍政支部を設置し、支部長に大佐・中佐級の現役・予備役の軍人を任命した。
1942年2月16日にシンガポールを占領してマレー作戦が終了すると、第25軍軍政部はシンガポール（「昭南」と改称）に置かれ、昭南軍政部とも呼ばれた。第25軍軍政部は、総務・財務・産業・交通の4部で編成された。
英領マラヤ時代の連邦州・非連邦州・海峡植民地の区別は廃止され、昭南特別市政庁が設置されたほか、マラヤは10州に区分され（ケダ州とプルリス州はあわせて1州とされた）、各州に政庁が設置された。1942年3月には、昭南特別市長とマラヤ10州の州長官が任命され、支部長に代わって予備役の少将・中将や、内務・拓務官僚、外交官が州長官となった。
スマトラ島の占領後、第25軍軍政部はスマトラの軍政も所管した。
1942年4月に馬奈木軍政部長はボルネオ守備軍参謀長兼北ボルネオ軍政部長に転出し、同月、軍政部次長だった渡邊渡が軍政部長に昇格した（総務部長と兼任）。同年5月から7月にかけて、鉄道・郵政・通信の各総局が設置された。

### 第25軍軍政監部
1942年7月に南方軍総司令部（威集団）がサイゴンからシンガポールに移駐すると、軍政組織は改組され、南方軍占領地の軍政を統轄する南方軍軍政総監部が新設され、マライ・スマトラ両地区の軍政は第25軍（富集団）軍政監部が所管することになった。第25軍の鈴木宗作参謀長が軍政監を兼任した。本部には、総務・管理・警務・司法・産業・財務`交通・会計監査の各部、外局として、衛生局、敵産管理局、鉄道総局、通信総局、郵政総局、気象局、公共施設局、測量局の各局が置かれ、別に法院、検察局、刑務所も設置された。

### マライ軍政監部
1943年4月、第25軍のスマトラ島移駐に伴いスマトラ軍政監部が新設され、マラヤ地区の軍政のみを担当する馬来（マライ）軍政監部が新設された。軍政監は第25軍参謀長の西大条胖から磯矢伍郎に交代した。本部には総務、警務 (のち治安部) ・産業・財務・会計監督・宣伝の各部、外局として鉄道・海事・通信 (のち電政局) ・郵政の各局が置かれ、部局数が削減された。
1943年9月に日タイ条約に基づいて、マラヤ10州のうち、クランタン、トレンガヌ、ケダ・プルリスの3州（4州）はタイに移譲された。
1944年1月に第29軍が編成され、タイピンに配置されると、マライ軍政監部の本部はシンガポールから同年2月にペラ州クアラカンサーへ、同年10月にタイピンヘ移転した。ただし、鉄道総局、電政・通信局、高等法院はクアラルンプールに、放送管理局および海事局はシンガポールに残された。
1945年2月に、昭南特別市とジョホール州の軍政は、第7方面軍軍政総監部（昭南軍政監部）の直轄となった。マライ軍政監部の軍政監は川原直一少将、総務部長は梅津広吉少将に交代した。

## 特徴

### 軍政官僚と文民官僚の対立・摩擦
軍政監部に配された軍人出身の軍政官僚と、昭南特別市政庁や州政庁に配属された文民官僚の間ではしばしば対立・摩擦が生じ、マラヤの文民官僚の中には大達茂雄昭南特別市長のように、軍政監部の渡辺渡・軍政部長と対立し、後者が更迭された例もあったが、一般的には戦争遂行のため軍政官僚の意見が優先されており、文民官僚が職権に基づき主張を通すことは困難だった。

### 現地人官僚の登用
戦前、英国人が占めていた行政機構の上層部のポストは、日本軍政下では日本人の官僚に交代したが、人数の不足から、日本人不在の場合には現地人の担当経験のある上級官僚が就任する場合も多かった。特に戦前は英国人が担っていた郡長（土地局の管理、財務処理等の業務を所管し、軍政令に基づく権限を行使した）のポストにはマレー人が多く任用された。軍政末期には軍政監部は郡長を指導する役職である「郡指導官」と「郡指導官補」を新設し、郡長への監督・指導を強化したが、文書による指示と郡指導官の指示が食い違う問題が生じた。

## 組織・人事
以下、特に断りのない場合の出典はフォーラム (1998, pp. 660–665)。括弧書きの数字は陸軍士官学校の卒業期。

### 軍政部長・軍政監
- 馬奈木敬信 少将 (28) 1941年11月16日 - 1942年4月6日
- 渡邊渡 大佐 (30) 1942年4月6日 - 1942年7月1日
- 鈴木宗作 中将 (24) 1942年7月1日 - 1942年10月7日
- 西大条胖 少将 (27) 1942年10月7日 -1943年4月8日
- 磯矢伍郎 少将 (29) 1943年4月1日 - 1943年8月25日
- 藤村益蔵 少将 (30) 1943年8月2日 - 1945年2月1日
- 川原直一 少将 (30) 1945年2月1日 -

### 軍政顧問
- 徳川義親 1942年1月30日 - 1944年8月23日
- 砂田重政 1942年1月30日 - 1943年
- 大塚惟精 1942年1月30日 - 1943年4月

### 総務部長
- 渡邊渡 大佐 (30) 1941年11月16日 - 1942年4月1日
- 渡邊渡 大佐 (30) 1942年7月1日 - 1943年4月1日
- 藤村益蔵 少将 (30) 1943年3月1日 - 1943年8月2日
- 浜田弘 大佐 (32) 1944年1月7日 - 1944年10月6日
- 倉沢勘三郎 大佐 (34) 1944年10月6日 - 1945年3月9日
- 梅津広吉 少将 (31) 1945年3月9日 -

#### 総務部企画科長
- 河瀬繁太 中佐 (31) 1942年7月1日- 1943年6月1日
- 田島重彦 中佐 (35) 1944年1月7日-

### 内政部長
- 服部直彰 1942年7月12日 - 1943年4月20日
- 梅津広吉 少将 (31) 1945年3月9日 -

### 警務 (治安) 部長
- 大谷敬二郎 大佐 (31) 1942年7月23日 - 1943年8月2日
- 磯部幸助 大佐 (27) 1943年8月10日 - 1945年6月
- 西島毅 大佐 (31) 1945年6月 -

### 司法部長
- 関宏二郎 1942年8月30日 - 1943年4月20日
- 益山貞之 1945年3月 -

### 産業部長
- 鈴木重郎 1942年3月6日 - 1943年3月1日
- 吉田忠雄 1943年3月1日 - 1943年8月6日
- 衣川毅夫 1943年8月6日 - 1945年2月12日
- 細井英夫 1945年2月12日 -

### 財務部長
- 原久一郎 1942年3月6日 - 1943年2月5日
- 崎田義雄 1943年4月30日 -

### 交通部長
- 壺田修 1942年2月23日 - 1943年4月20日 廃止

### 衛生部長
- 佐藤正 1942年8月 - 1943年4月20日 廃止

### 宣伝部長
- 大久保弘一 大佐 (27) 1942年7月

### 会計監督部長
- 永井茂二郎 主計大佐 (経29) 1942年8月1日 - 1942年12月
- 伊藤渉 主計中佐 1942年12月 - 1943年4月20日
- 永井茂二郎 主計少将 (経29) 1944年3月22日 - 1945年1月29日
- 川上親治 主計大佐 (経？) 1945年1月29日 -

### 調査部長
- 赤松要 1944年4月 -

### 鉄道総局長
- 三富秀夫 1942年11月15日 - 1944年11月1日
- 高橋静男 1945年11月1日 -

### 通信総局 (電政局) 長
- 鈴木恭一 1942年8月30日 - 1944年6月14日
- 種田直太郎 1944年6月14日 -

### 郵政総局長
- 浜田清治 1942年9月29日 -

### 海事局長
- 二瓶泰 1942年11月9日 - 1942年12月1日
- 鈴木恭一 1942年12月1日 - 1944年6月14日 兼任
- 肥爪亀三 1944年6月14日 -

### 昭南特別市長
- 大達茂雄 1942年3月7日 - 1943年7月8日
- 内藤寛一 1943年7月19日 -

### 州政庁 支部長・長官

#### ジョホール州
- 兒島義徳 中佐 (32) 1942年2月-
- 伊丹政吉 予備少将 (15) 1942年3月7日 - 1943年4月20日
- 砂川泰 予備少将 (21) 1943年4月20日 -

#### マラッカ州
- 大曽根義彦 少佐 (38) 1942年1月13日 - 1942年2月18日
- 栗田朝一郎 予備中佐 (24) 1942年2月18日 - 1942年3月7日
- 鶴見憲 1942年3月7日 - 1944年5月5日
- 細井英夫 1944年5月5日 - 1945年2月10日
- 衣川毅夫 1945年2月12日 -

#### ヌグリ・スンビラン州
- 栗田朝一郎 予備中佐 (24) 1942年2月13日 - 1942年3月7日 兼任
- 八田三郎 1942年3月7日 -

#### スランゴール州
- 藤山三郎 予備大佐 (22) 1942年1月1日 - 1942年3月7日
- 菊池慎三 1942年3月7日 - 1943年4月11日 (事故死)
- 片山省太郎 予備中将 (22) 1943年4月20日 -

#### ペラ州
- 小島武夫 中佐 (27) 1941年12月26日 - 1942年3月7日
- 久保田畯 1942年3月7日 - 1943年4月20日
- 川村直岡 1943年4月20日 -

#### ペナン州
- 正木宣儀 予備大佐 (25) 1942年1月4日 - 1942年3月7日
- 片山省太郎 予備中将 (22) 1942年3月7日 - 1943年4月20日
- 伊丹政吉 予備少将 (15) 1943年4月20日 - 1944年7月1日
- 篠原誠一郎 予備中将 (17) 1944年7月1日 -

#### ケダ・ペルリス州
- 大山驥夫 中佐 (30) 1941年12月17日 - 1942年3月7日
- 助川静二  予備少将 (19) 1942年3月7日 - 1943年10月18日 (タイへの移譲により廃止）

#### クランタン州
- 新妻英雄 主計少佐 (？) 1941年12月20日 - 1942年3月7日
- 砂川泰  予備少将 (21) 1942年3月7日 - 1943年4月20日
- 藤澤喜久雄 1943年4月20日 - 1943年10月18日 (タイへの移譲により廃止）

#### トレンガヌ州
- 新妻 英雄 主計少佐 (？) 1941年12月20日 - 1942年3月7日
- 久慈学 1942年3月7日 - 1943年10月18日 (タイへの移譲により廃止）
- 伊藤汲二郎 1943年10月 - 1945年 （連絡事務所長）
- 友重繁 1945年 - （連絡事務所長）

#### パハン州
- 福永竹市 中佐 (26) 1942年1月15日 - 1942年3月7日
- 八田三郎 1942年3月7日 - 1942年5月11日 兼任
- 岡利和 1942年5月11日 - 1945年3月5日
- 三毛逸  予備大佐 (23) 1945年3月5日 -